# Tupolev ANT-29
Tupolev ANT-29 (định danh quân đội: DIP – Dvukhmotorny istrebitel pushechny, "máy bay tiêm kích trang bị pháo hai động cơ") là một loại máy bay tiêm kích của Liên Xô trong thập niên 1930, do Alexander Arkhangelsky thiết kế, Tupolev chế tạo.

## Tính năng kỹ chiến thuật
Dữ liệu lấy từ 
Đặc điểm tổng quát
- Kíp lái: 3
- Chiều dài: 13.2 m (43 ft 4 in)
- Sải cánh: 19.19 m (62 ft 11 in)
- Diện tích cánh: 55.1 m2 (593 ft2)
- Trọng lượng rỗng: 3900 kg (8598 lb)
- Trọng lượng có tải: 5300 kg (11684 lb)
- Powerplant: 2 × Hispano-Suiza 12Ybrs, 760 kW (1019 hp) mỗi chiêc

Hiệu suất bay
- Vận tốc cực đại: 352 km/h (219 mph)

Vũ khí trang bị
- 1 súng máy
- 2 pháo